# Pekka Pitkänen
Pour les articles homonymes, voir Pitkänen.
Pekka Olavi Pitkänen (né le 9 octobre 1927 à Turku et décédé le 5 avril 2018 à Turku) est un architecte et professeur d'université finlandais.

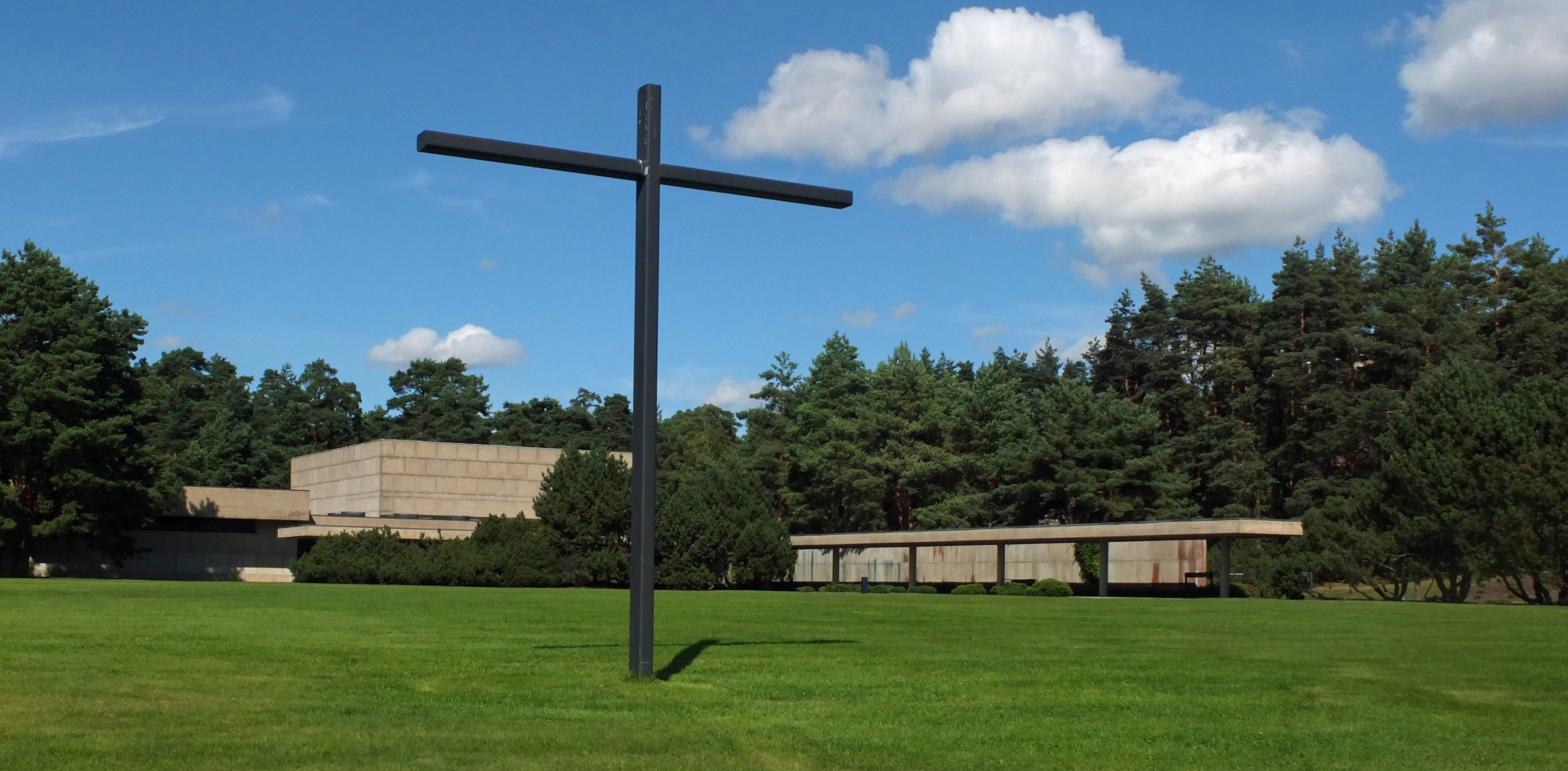
La chapelle de la sainte croix à Turku.

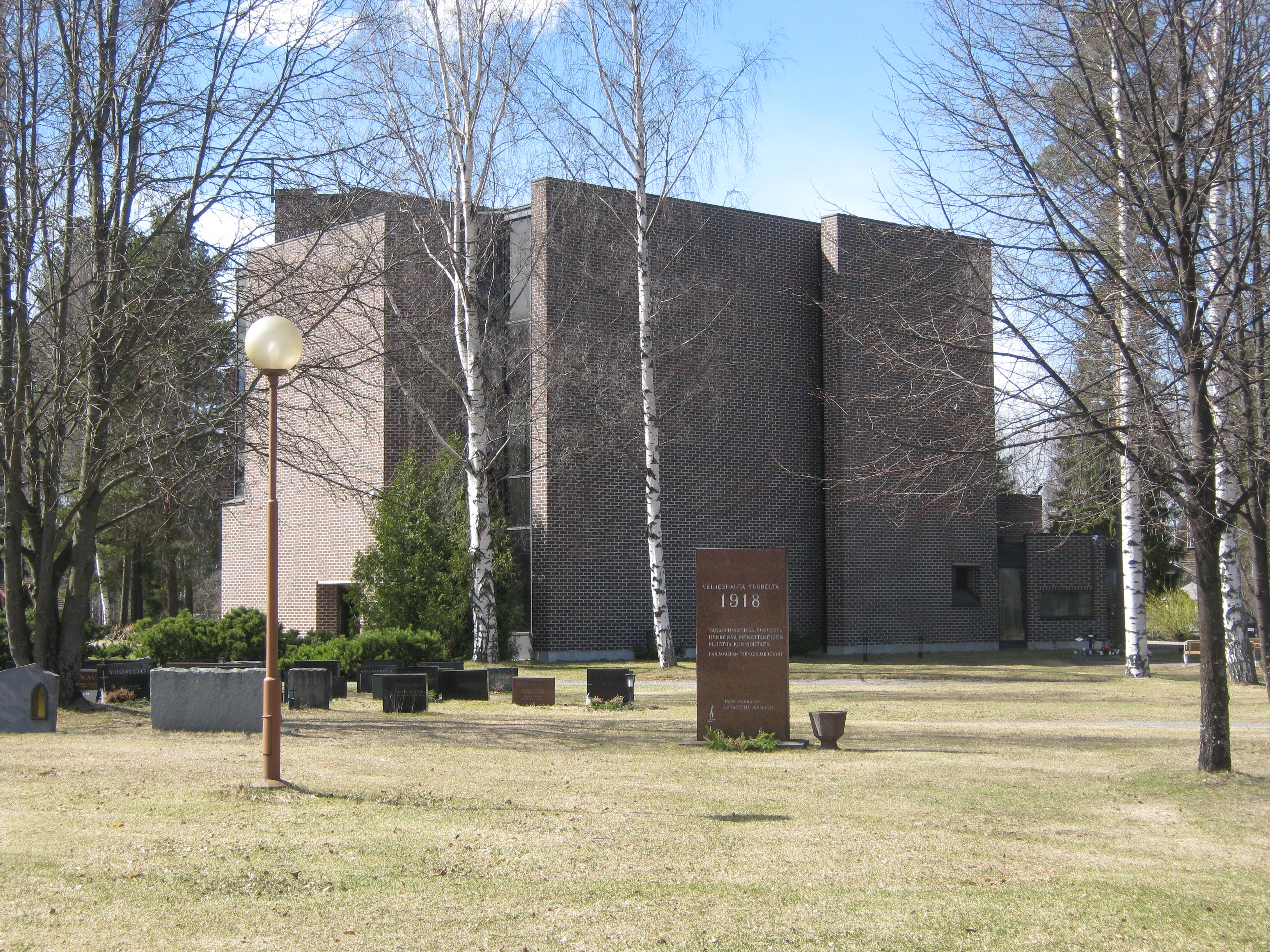
L'église d'Harjavalta.

## Biographie
Pekka Pitkänen est un maitre de l'architecture en béton que l'on peut comparer à celle de  Aarno Ruusuvuori et peut-être de Tadao Ando.
En 1953, Pitkänen reçoit son diplôme d'architecte de l'Université technologique d'Helsinki et pratique son métier à Turku à partir de 1954.
En 1982 il reçoit un prix national et est nommé professeur en 1988.

## Ouvrages
L'ouvrage le plus célèbre de Pitkänen est la chapelle de la sainte croix (1967) et l’agrandissement du cimetière environnant (1965–1983). 
Pekka Pitkänen a conçu de nombreuses églises ou bâtiments religieux dont le bâtiment paroissial de Säkylä (1966), l'église de Pallivaha (1968), l'église de Hirvensalo (1962) et l'église de Harjavalta (1984). 
Pekka Pitkänen a aussi conçu le centre culturel d'Iisalmi (1989) et le palais de justice de Turku (1989–1997). 
Pekka Pitkänen, Ola Laiho et Ilpo Raunio ont conçu la première extension de l'Eduskuntatalo (1978) et la restauration de la Cathédrale de Turku (1979).